# Francesco Crasso
Francesco Crasso, o Grassi (Milano, 1500 – Roma, 28 agosto 1566), è stato un cardinale italiano.

## Biografia
Nacque nel 1500 a Milano da Pietro Antonio Crasso, nobile milanese legato alla signoria di Zibido San Giacomo e Lambro.
Papa Pio IV lo elevò al rango di cardinale nel concistoro del 12 marzo 1565.
Morì il 28 agosto 1566 a Roma, all'età di circa sessantasei anni.